# Сингенетичні родовища
Сингенетичні родовища - родовища корисних копалин, що утворилися спільно (одночасно) з породами, які їх вміщають. Мають форму пластових і пластоподібних покладів. До їх складу, поряд з мінералами корисних компонентів, входять мінерали вмісних порід. С.р. поширені серед осадових родовищ корисних копалин – пісків, глин, вапняків, мергелей, вугілля, горючих сланців, солей, фосфоритів, марганцевих, алюмінієвих руд, деякі род. руд міді, урану, ванадію. Серед магматогенних родовищ С.р. зустрічаються рідко. 